# Bombardier Global Express
Bombardier Global Express je dvomotorno reaktivno poslovno letalo kanadskega proizvajalca Bombardier Aerospace. Obstaja pet različic: originalni Global Express, Global 5000, Global 6000, Global 7000 in Global 8000. Obstajata tudi vojaški različici Raytheon Sentinel in USAF E-11A. Global Express ima medkontinentalni dolet, lahko leti do katerekoli točke s samo enim postankom za gorivo. Konkurenčna letala so Airbus Corporate Jet, Boeing Business Jet in Gulfstream G550.
Bombardier Aerospace je začel študije o novem letalu leta 1991 in ga uradno začel leta 1993. Prvi let je bil 13. oktobra 1996.
Global Express in CRJ imata enak presek trupa in podobno dolžino. So pa drugače precej drugačni letali. Global Express ima moderno superkritično krilo z 35° naklonom in winglete in nov T-rep. Poganjata ga dva turboventilatorska motorja BMW RollsRoyce BR-710 s FADEC-om. Motorja sta nameščena v repu. Kokpit ima šest prikazovalnikov in avioniko Honeywell Primus 2000 XP, možna je tudi opcija HUD prikazovalnikov.
Bombardierove podružnice imajo različne vloge pri izdelavi: Canadair izdeluje nos, Short Brothers izdeluje ohišje motorejv, horizontalni stabilizator in sprednji del trupa, de Havilland Canada pa zadnji del in vertikalni stabilizator. Japonski Mitsubishi Heavy Industries izdeluje dele krila in centralnega trupa.

## Tehnične specifikacije(Global 5000)
- Posadka: 2-3
- Kapaciteta: 8 potnikov tipično, največ 19
- Dolžina: 96,8 ft (29,5 m)
- Razpon kril: 94 ft 0 in (28,65 m)
- Višina: 25,5 ft (7,7 m)
- Površina kril: 1 882 ft² (53,29 m²)
- Uporaben tovor: 1 775 lb (805 kg)
- Maks. vzletna teža: 92 750 lb (42 071 kg)
- Motorji: 2 × Rolls-Royce Deutschland BR710A2-20 turbofan, 14 750 lbf (65,6 kN) each
- Dolžina kabine: 42,47 f (12,94 m)
- Širina kabine): 8,17 ft (2,49 m)

- Maks. hitrost: Mach 0,89 (513 vozlov, 590 mph, 950 km/h)
- Potovalna hitrost: Mach 0,85 (488 vozlov, 562 mph, 904 km/h)
- Dolet: 5 200 nmi (9 360 km)
- Višina leta (servisna): 51 000 ft (15 000 m)
- Maksimalna teža za taksiranje (ramp): 92 750 lb (42 071 kg)
- Maks. vzletna teža: 92 500 lb (41 957 kg)
- Maks. teža brez goriva: 56 000 lb (25 401 kg)
- Maks. teža goriva: 39 250 lb (17 804 kg)
- Pristajalna razdalja: 2 670 ft (814 m)